# Miguel Cotto
Miguel Ángel Cotto Vázquez (29 de octubre de 1980 en l Caguas, Puerto Rico) es un exboxeador profesional criado en Caguas, Puerto Rico, miembro del salón internacional de la fama del boxeo desde 2022.
Fue campeón mundial en los pesos semiwélter, wélter, semimediano y mediano en distintos períodos y organizaciones desde 2004 hasta 2017. A lo largo de su carrera profesional logró 41 victorias (incluyendo 33 por nocaut) y seis derrotas, estas últimas ante Antonio Margarito, Manny Pacquiao, Floyd Mayweather Jr., Canelo Álvarez y Sadam Ali.

## Carrera amateur
Los mejores momentos en la carrera de aficionado de Cotto son:
- 1998 Cotto acabó en el 2º lugar como peso ligero en los campeonatos menores del mundo en Buenos Aires (Argentina). Los resultados fueron:
  - Derrotó a Andrey Kolevin (Ucrania) PTS (15-3)
  - Derrotó a Dana Laframboise (Canadá) PTS (6-1)
  - Derrotó a Darius Jasevicius (Lituania) PTS (9-5)
  - Perdió con Anton Solopov (Rusia) PTS (8-9)
- 1999 Cotto compitió en los Juegos Panamericanos en Winnipeg. Los resultados fueron:
  - Perdió con Dana Laframboise (Canadá) PTS (2-5)
- 1999 Cotto compitió en los Campeonatos Mundiales en Houston, Texas. Los resultados fueron:
  - Perdió con Robertas Nomeikas (Lituania) PTS
- 2000 Cotto representó a Puerto Rico como un peso wélter liviano en las Olimpiadas 2000 en Sídney. Los resultados fueron:
  - Perdió con Mahamadkadir Abdullayev (Uzbekistán)

## Profesional
Como profesional ha podido vencer en combates muy difíciles, como al exretador al título mundial John Brown por decisión en 10 asaltos en la cartelera de Óscar de la Hoya y Fernando Vargas y al excampeón mundial César "Cobrita" Soto por nócaut en el undécimo asalto.
- En 2001, Cotto sufrió una peligrosa lesión que amenazó su carrera del boxeo: un día, mientras conducía al gimnasio a las 5 de la mañana se quedó dormido y tuvo un accidente, rompiéndose el brazo y requiriendo hospitalización.
- El 13 de septiembre de 2003, Cotto le ganó al ex-retador al título Demetrio Ceballos por nocaut en el séptimo asalto en Las Vegas, Nevada. Con esto, se consagró como número uno por la AMB en su división.
- Cotto mismo empezó el 2004 ganándole al primo de Sammy Sosa, el exretador de título mundial Victoriano Sosa por vía de nocaut en el cuarto asalto.
- El 8 de abril de 2004, le ganó al exretador del título mundial Lovemore N'dou por decisión unánime en Las Vegas.

### Título mundial superligero OMB
En su próximo encuentro Cotto se enfrentaría al peligroso brasileño Kelson Pinto por el título mundial superligero de la OMB. Pinto no era desconocido a Cotto, se habían enfrentado antes como aficionados, con Pinto ganándole a un Cotto de entonces 19 años.
La pelea fue televisada por HBO desde San Juan, Puerto Rico. Cotto se convirtió en campeón mundial noqueando a Pintó en seis asaltos.
- El 11 de diciembre de 2005 retuvo el título por primera vez, ganándole al excampeón mundial Randall Bailey por nocaut en el sexto asalto en Las Vegas.

- El 26 de febrero de 2005, Cotto realizó exitosamente su segunda defensa del título noqueando al excampeón mundial Demarcus Corley en el quinto asalto en el Coliseo Rubén Rodríguez en Bayamón, Puerto Rico.

### Cotto vs. Malignaggi
En 10 de junio de 2006 Miguel Cotto se enfrentó al invicto y entonces campeón Continental de Las Américas Superligero del CMB Paul "El Hombre Mágico" Malignaggi en el Madison Square Garden. Miguel Cotto ganó por decisión unánime contra Malignaggi quien quedó con un hueso de la mejilla derecha fracturado, la nariz sangrante y un corte alrededor del ojo izquierdo. Después de la pelea, Malignaggi tuvo que hacerse una cirugía para curar el hueso de la mejilla fracturado y se le ordenó evitar la práctica del boxeo por 10 meses.

### Renuncia al título superligero y debut en el peso wélter
Cotto abandonó su título a finales de 2006 y anunció su intención de subir al peso wélter para retar a Carlos Quintana por el título. La pelea ocurrió el 2 de diciembre de 2006, Cotto derrotó a Quintana por nocaut en el quinto asalto con uno de los ganchos más feroces al cuerpo en años recientes. Después de la pelea Quintana se paró de su silla, antes del comienzo del 6.o asalto, dándole a Cotto el cinturón vacante del campeonato del peso wélter de la AMB.

### Peso wélter

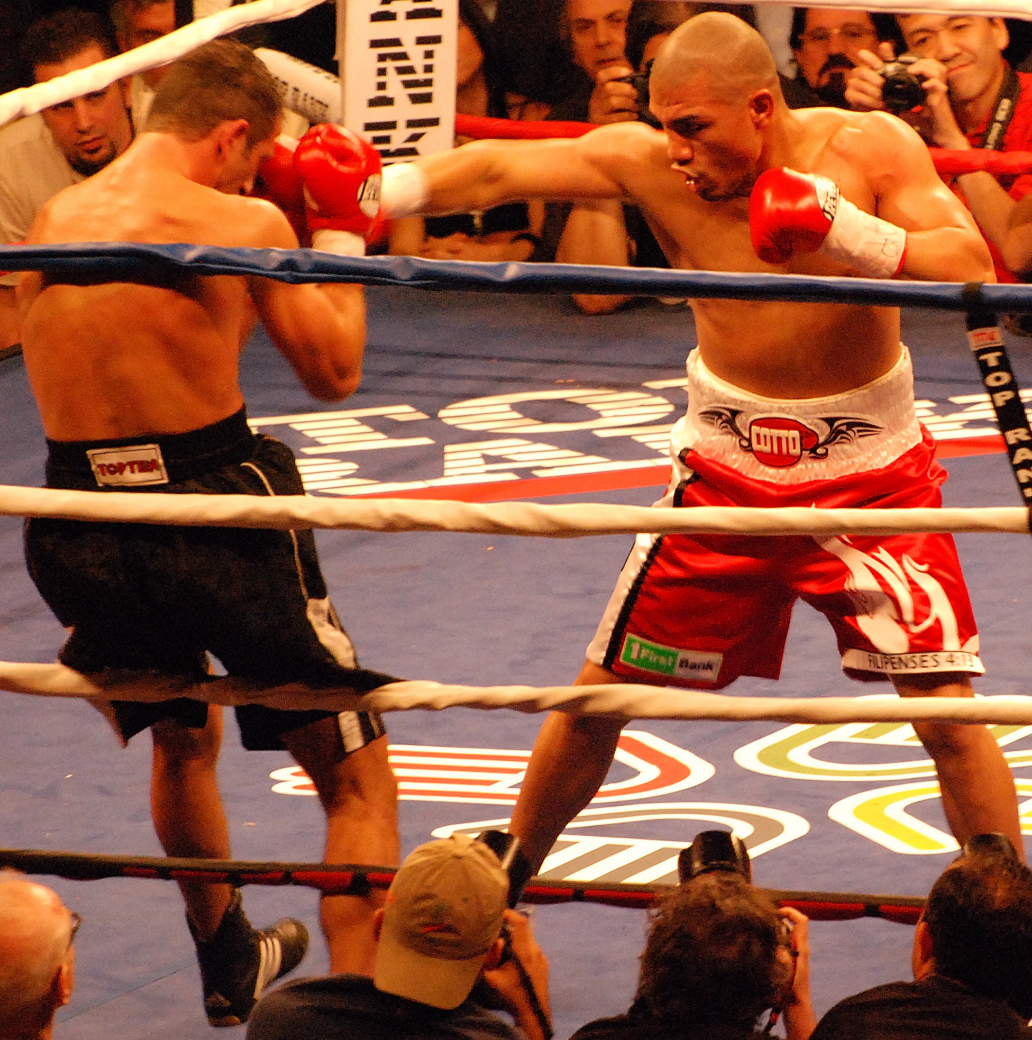
Cotto vs. Oktay Urkal

La defensa de Cotto por el título empezó el 4 de marzo de 2007 cuando retuvo su cinturón con una victoria por nocaut técnico en el undécimo asalto sobre Oktay Urkal, cuando la esquina de Urkal tiró la toalla, ya que estaba muy atrás en las anotaciones y le acababan de quitar un punto por un choque intencional de cabeza. Posteriormente en su siguiente pelea defendió su título con el excampeón de peso wélter Zab Judah el 9 de junio de 2007 en el Madison Square Garden. El combate concluyó a los 49 segundos del undécimo capítulo. El 10 de noviembre de 2007, Miguel Cotto conservó el cinturón wélter de la AMB al vencer por decisión unánime al estadounidense Shane Mosley, en el Madison Square Garden.
El 12 de abril de 2008 se enfrentó al mexicano-estadounidense Alfonso Gómez ganándole por nocaut técnico en el quinto asalto. En el mismo año, Cotto se enfrentó a Antonio Margarito en defensa de su título. La batalla culminó en el undécimo asalto con un KO por parte de Margarito, marcando la primera derrota de Miguel Cotto en el boxeo profesional.
En el Madison Square Garden el 22 de febrero de 2009 Cotto derrotó a Michael Jennings por nocaut en el quinto asalto, convirtiéndose en campeón mundial de la división. Después de su victoria sobre el británico Michael Jennings, Cotto decidió volver al cuadrilátero el 13 de junio de 2009 para lograr un combate con el púgil de origen africano Joshua Clottey por el título de la Organización Mundial de Boxeo que Cotto retuvo en un combate muy parejo.
El 14 de noviembre de 2009 cayó derrotado frente al púgil filipino Manny Pacquiao por nocaut técnico en el duodécimo asalto, pelea celebrada en el MGM de Las Vegas.

### Peso superwélter
En el mes de junio de 2010 subió al peso superwélter para enfrentarse al israelí y campeón mundial Yuri Foreman en el nuevo Yankee Stadium, en la ciudad de Nueva York. Yuri foreman peleó con una lesión grave en la pierna lo cual limitó su desempeño en el combate. La pelea se acabó en el noveno asalto por un nocaut técnico. Cotto se convirtió en el sexto puertorriqueño en ser campeón en tres divisiones diferentes. En marzo de 2011 Miguel Cotto se enfrentó en el MGM Grand Garden Arena al nicaragüense Ricardo Mayorga. El combate concluyó en nocaut técnico y Cotto retuvo su título mundial del Consejo.

### Cotto vs. Margarito II
El 3 de diciembre de 2011 peleó ante Antonio Margarito nuevamente, luego de ser derrotado en su pelea anterior en julio de 2008.
Cotto derrotó a Margarito en el décimo asalto, en el cual los médicos le impidieron continuar debido a un profundo corte e inflamación en el ojo derecho. Margarito sufrió una grave lesión en ese mismo ojo en su anterior pelea en noviembre de 2010 contra Manny Pacquiao y fue operado solo seis meses antes y no había sanado completamente, lo que representó un problema para Antonio Margarito desde el inicio de la pelea contra Cotto, quien como anunció en la rueda de prensa previa 'no tendría piedad con ese ojo'.

### Cotto vs. Mayweather, Jr.
El 5 de mayo de 2012 se desarrolló la pelea por el título de peso superwélter de la AMB en el MGM Grand de Las Vegas, Nevada, donde Cotto enfrentó al campeón Floyd Mayweather, Jr.
Mayweather, que iba como favorito, se encontró con un Cotto ofensivo, el cual lo presionó en los primeros episodios del combate; sin embargo, en ningún momento logró poner en peligro a Floyd, que dominó ampliamente la pelea y en varias ocasiones estuvo a punto de enviar a la lona al boricua. Al inicio el estadounidense trabajó un boxeo en la distancia dominando por completo las acciones pese a la agresividad de Cotto. Ya en los últimos asaltos, Mayweather se impuso de forma aún más clara, impactando un “uppercut” en el duodécimo asalto, que estuvo a punto de llevar a la lona a Cotto. Se especula que evitó propinarle un nocaut a Miguel Cotto como una "muestra de respeto" por su trayectoria.
La decisión de los jueces fue unánime a favor de Mayweather, con 117-111, 117-111 y 118-110.

### Cotto vs. Trout
El púgil estadounidense Austin Trout mantuvo su invicto y el título de campeón del peso superwélter, versión Asociación Mundial de Boxeo (AMB), al vencer por decisión unánime al aspirante puertorriqueño Miguel Cotto, en combate programado a 12 asaltos.
La pelea, que tuvo lugar en el Madison Square Garden, mostró a un Troutt en actitud de campeón del título, siempre en guardia, preocupándose de ir puntuando y asegurándose una buena defensa. Cotto, valiente como de costumbre, trataba de asestar sus típicos y potentes golpes, aunque gran parte de ellos acababa en la dura defensa del campeón. A pesar de que los primeros compases fueron del campeón Troutt, Cotto llegó a estar claramente por delante en los puntos, y Troutt, temiéndose una derrota, subió el nivel, aunque siempre manteniendo las distancias y la defensa. Finalmente, Troutt se convirtió en una sólida barrera impenetrable, llevándose la victoria por decisión unánime. Sin embargo, fue una puntuación más distanciada de lo debido, quedando sorprendidos de la puntuación la afición, los presentadores de HBO e incluso el propio Cotto. El púgil boricua abandonó molesto el cuadrilátero rápidamente y sin prestar declaraciones, mientras que el estadounidense era entrevistado en el cuadrilátero. A pesar del enfado inicial, posteriormente Cotto afirmó que si dieron esa puntuación debió de ser así, aunque él no lo crea. Las puntuaciones fueron de 117-111, 117-111 y 119-109.

### Cotto vs. Rodríguez
Cotto se enfrentó a Delvin Rodríguez el 5 de octubre de 2013, en el Amway Center en Orlando, Florida. Cotto mostró un estilo agresivo en la pelea y consiguió conectar golpes al cuerpo de gran alcance. En el comienzo de la tercera ronda, Cotto conectó un gancho de izquierda que derribó a Rodríguez. El árbitro detuvo la pelea por nocaut técnico en el tercer asalto, dándole la victoria a Cotto.

### Cotto vs. Sergio ¨Maravilla¨ Martínez
El 7 de junio de 2014 se enfrentó en el Madison Square Garden de New York al campeón de peso mediano del Consejo Mundial de Boxeo Sergio Martínez ganando en el décimo asalto por abandono del boxeador argentino el cual tenía una grave lesión en la rodilla derecha lo cual le impidió entrenar adecuadamente y limito en gran medida su desempeño durante el encuentro por lo que el combate se dio muy favorable para el puertorriqueño desde el primer asalto tirándolo varias veces a la lona, dejando gravemente dañado a su contrincante para el resto de la pelea.

### Cotto vs. Daniel Gaele
El 7 de junio de 2015 en velada disputada en el Barclays Center de Brooklyn, Nueva York, el puertorriqueño Miguel Cotto retuvo su cinturón medio del Consejo Mundial de Boxeo (CMB), tras imponerse por nocaut técnico en el cuarto asalto al australiano Daniel Geale (31-3). Cotto confirmó su gran momento de forma, pese a la mayor envergadura, peso y alcance de Geale el puertorriqueño dominó el combate sin complicaciones gracias a su gran gancho de izquierda.

### Cotto vs. Saúl "Canelo" Álvarez
El 13 de agosto de 2015 se anunció de manera oficial que Miguel Cotto se enfrentaría ante Saúl "Canelo" Álvarez en el Mandalay Bay en Las Vegas, antes de la pelea el puertorriqueño Miguel Cotto perdió su cinturón medio del Consejo Mundial de Boxeo (CMB), tras no cumplir con las exigencias del CMB, sin embargo el Canelo todavía aspira a ganar el cinturón. El combate se realizó el 21 de noviembre perdiendo el cinturón por amplia decisión unánime en las tarjetas.

## Entrenadores
- Evangelista Cotto - Amateur (1998 - 2000) / Profesional - febrero 2001 - abril 2009
- Joe Santiago - abril 2009 - febrero 2010
- Emanuel Steward -   marzo 2010 - septiembre 2011
- Pedro Diaz - octubre 2011 - diciembre 2012
- Freddie Roach - julio 2013 - diciembre 2017

## Récord profesional
| 41 Ganadas (33 KOs), 6 Derrotas |        |                        |      |               |            |                                                 | |
| Res.                            | Récord | Oponente               | Tipo | Rd., Tiempo   | Datos      | Localidad                                       | Notas |
| D                               | 41-6   | Sadam Ali              | UD   | 12            | 02-12-2017 | Madison Square Garden, Nueva York               | Pierde el Título Mundial de la WBO del peso superwélter.                                                         |
| G                               | 41-5   | Yoshihiro Kamegai      | UD   | 12            | 26-08-2017 | StubHub Center , Carson , California            | Gana el Título Mundial vacante de la WBO del peso superwélter.                                                   |
| D                               | 40-5   | Saúl Álvarez           | UD   | 12            | 21-11-2015 | Mandalay Bay, Las Vegas, Nevada                 | Despojado del título mediano de la WBC, al no pagar sanción. Pierde el Título The Ring.                          |
| G                               | 40-4   | Daniel Geale           | TKO  | 4 (12), 1:28  | 06-06-2015 | Barclays Center, Brooklyn, Nueva York           | Retiene los títulos The Ring y del WBC en el peso mediano.                                                       |
| G                               | 39-4   | Sergio Martínez        | RTD  | 10 (12), 0:06 | 7-6-2014   | Madison Square Garden, Nueva York               | Gana los títulos The Ring y del WBC en el peso mediano.                                                          |
| G                               | 38-4   | Delvin Rodríguez       | TKO  | 3 (12), 0:18  | 5-10-2013  | Amway Center, Orlando, Florida                  | |
| D                               | 37-4   | Austin Trout           | DU   | 12            | 1-12-2012  | Madison Square Garden, Nueva York               | Por el Título Mundial de la WBA del peso superwélter.                                                            |
| D                               | 37-3   | Floyd Mayweather, Jr.  | DU   | 12            | 5-5-2012   | MGM Grand Garden Arena, Las Vegas, Nevada       | Perdió el Título Mundial de Super campeón de la WBA del peso superwélter.                                        |
| G                               | 37-2   | Antonio Margarito      | TKO  | 10 (12), 0:03 | 3-12-2011  | Madison Square Garden, Nueva York               | Retuvo el Título Mundial de Super campeón de la WBA del peso superwélter.                                        |
| G                               | 36-2   | Ricardo Mayorga        | TKO  | 12 (12), 0:53 | 12-3-2011  | MGM Grand Garden Arena, Las Vegas, Nevada       | Retuvo el Título Mundial de Super campeón de la WBA del peso superwélter.                                        |
| G                               | 35-2   | Yuri Foreman           | TKO  | 9 (12), 0:42  | 5-6-2010   | Yankee Stadium, Nueva York                      | Ganó el Título Mundial de la WBA del peso superwélter.                                                           |
| D                               | 34-2   | Manny Pacquiao         | TKO  | 12 (12), 0:55 | 14-11-2009 | MGM Grand Garden Arena, Las Vegas, Nevada       | Perdió el Título Mundial de la WBO del peso wélter. Se acordó un peso de 145lbs.                                 |
| G                               | 34-1   | Joshua Clottey         | DD   | 12            | 13-6-2009  | Madison Square Garden, Nueva York               | Retuvo el Título Mundial de la WBO del peso wélter.                                                              |
| G                               | 33-1   | Michael Jennings       | TKO  | 5 (12), 2:38  | 21-2-2009  | Madison Square Garden, Nueva York               | Ganó el Título Mundial vacante de la WBO del peso wélter.                                                        |
| D                               | 32-1   | Antonio Margarito      | TKO  | 11 (12), 2:05 | 26-7-2008  | MGM Grand Garden Arena, Las Vegas, Nevada       | Perdió el Título Mundial de la WBA del peso wélter.                                                              |
| G                               | 32-0   | Alfonso Gómez          | RET  | 5 (12), 3:00  | 12-4-2008  | Boardwalk Hall, Atlantic City, Nueva Jersey     | Retuvo el Título Mundial de la WBA del peso wélter.                                                              |
| G                               | 31-0   | Shane Mosley           | DU   | 12            | 10-11-2007 | Madison Square Garden, Nueva York               | Retuvo el Título Mundial de la WBA del peso wélter.                                                              |
| G                               | 30-0   | Zab Judah              | TKO  | 11 (12), 0:49 | 9-6-2007   | Madison Square Garden, Nueva York               | Retuvo el Título Mundial de la WBA del peso wélter.                                                              |
| G                               | 29-0   | Oktay Urkal            | TKO  | 11 (12), 1:01 | 3-3-2007   | Coliseo Roberto Clemente, San Juan              | Retuvo el Título Mundial de la WBA del peso wélter.                                                              |
| G                               | 28-0   | Carlos Quintana        | RET  | 5 (12), 3:00  | 2-12-2006  | Boardwalk Hall, Atlantic City, Nueva Jersey     | Ganó el Título Mundial vacante de la WBA del peso wélter.                                                        |
| G                               | 27-0   | Paulie Malignaggi      | DU   | 12            | 10-6-2006  | Madison Square Garden, Nueva York               | Retuvo el Título Mundial de la WBO del peso superligero.                                                         |
| G                               | 26-0   | Gianluca Branco        | TKO  | 8 (12), 0:49  | 4-3-2006   | Coliseo Rubén Rodríguez, Bayamón                | Retuvo el Título Mundial de la WBO del peso superligero.                                                         |
| G                               | 25-0   | Ricardo Torres         | KO   | 7 (12), 1:52  | 24-9-2005  | Boardwalk Hall, Atlantic City, Nueva Jersey     | Retuvo el Título Mundial de la WBO del peso superligero.                                                         |
| G                               | 24-0   | Mohammad Abdullaev     | TKO  | 9 (12), 0:57  | 11-6-2005  | Madison Square Garden, Nueva York               | Retuvo el Título Mundial de la WBO del peso superligero.                                                         |
| G                               | 23-0   | DeMarcus Corley        | TKO  | 5 (12), 2:45  | 26-2-2005  | Coliseo Rubén Rodríguez, Bayamón                | Retuvo el Título Mundial de la WBO del peso superligero.                                                         |
| G                               | 22-0   | Randall Bailey         | TKO  | 6 (12), 1:39  | 11-12-2004 | Mandalay Bay Events Center, Las Vegas, Nevada   | Retuvo el Título Mundial de la WBO del peso superligero.                                                         |
| G                               | 21-0   | Kelson Pinto           | TKO  | 6 (12), 0:32  | 11-9-2004  | Coliseo José Miguel Agrelot, Hato Rey, San Juan | Ganó el Título Mundial vacante de la WBO del peso superligero.                                                   |
| G                               | 20-0   | Lovemore N'dou         | DU   | 12            | 8-5-2004   | MGM Grand Garden Arena, Las Vegas, Nevada       | Retuvo el Título Internacional del WBC y ganó el Título Fedelatin de la WBA del peso superligero.                |
| G                               | 19-0   | Victoriano Sosa        | TKO  | 4 (12), 2:51  | 28-2-2004  | MGM Grand Garden Arena, Las Vegas, Nevada       | Retuvo el Título Internacional del WBC del peso superligero.                                                     |
| G                               | 18-0   | Carlos Maussa          | TKO  | 8 (12), 3:00  | 6-12-2003  | Coliseo Rubén Rodríguez, Bayamón                | Retuvo el Título Internacional del WBC del peso superligero.                                                     |
| G                               | 17-0   | Demetrio Ceballos      | TKO  | 7 (12), 2:28  | 13-9-2003  | MGM Grand Garden Arena, Las Vegas, Nevada       | Retuvo el Título Internacional del WBC del peso superligero. Pelea eliminatoria por el Título Mundial de la WBA. |
| G                               | 16-0   | Rocky Martínez         | KO   | 2 (12), 2:42  | 28-6-2003  | Coliseo Rubén Rodríguez, Bayamón                | Retuvo el Título Internacional del WBC Ganó el Título vacante de la NABO del peso superligero.                   |
| G                               | 15-0   | Joel Pérez             | KO   | 4 (10), 1:29  | 19-4-2003  | Selland Arena, Fresno, California               | |
| G                               | 14-0   | Cesar Bazán            | TKO  | 11 (12), 0:16 | 1-2-2003   | Mandalay Bay Events Center, Las Vegas, Nevada   | Ganó el Título vacante Internacional del WBC del peso superligero.                                               |
| G                               | 13-0   | Ubaldo Hernández       | KO   | 7 (10), 1:31  | 22-11-2002 | Coliseo Héctor Solá Bezares, Caguas             | |
| G                               | 12-0   | John Brown             | DU   | 10            | 14-9-2002  | Mandalay Bay Events Center, Las Vegas, Nevada   | |
| G                               | 11-0   | Carlos Alberto Ramírez | KO   | 3 (10), 2:34  | 30-7-2002  | Lucky Star Casino, Concho, Oklahoma             | |
| G                               | 10-0   | Justin Juuko           | TKO  | 5 (10), 2:44  | 22-6-2002  | MGM Grand Garden Arena, Las Vegas, Nevada       | |
| G                               | 9-0    | Juan Ángel Macías      | TKO  | 7 (10), 1:54  | 3-5-2002   | The Orleans Hotel & Casino, Las Vegas, Nevada   | |
| G                               | 8-0    | Sammy Sparkman         | TKO  | 2 (10), 2:49  | 1-3-2002   | Coliseo Guillermo Angulo, Carolina              | |
| G                               | 7-0    | Joshua Smith           | TKO  | 2 (8), 1:24   | 11-1-2002  | Coliseo Héctor Solá Bezares, Caguas             | |
| G                               | 6-0    | Arturo Rodríguez       | KO   | 2 (6), 2:52   | 28-7-2001  | Staples Center, Los Ángeles, California         | |
| G                               | 5-0    | Rudolfo Lunsford       | TKO  | 4 (6), 1:00   | 1-7-2001   | Pier 10 Arena, San Juan                         | |
| G                               | 4-0    | Martín Ramírez         | DU   | 4             | 20-5-2001  | San Juan                                        | |
| G                               | 3-0    | Waklimi Young          | DU   | 4             | 28-4-2001  | Hammerstein Ballroom, Nueva York                | |
| G                               | 2-0    | Jacob Godinez          | TKO  | 2 (4), 1:17   | 30-3-2001  | Convention Center, Fort Worth, Texas            | |
| G                               | 1-0    | Jason Doucet           | TKO  | 1 (4), 2:12   | 23-2-2001  | Frank Erwin Center, Austin, Texas               | Debut profesional de Cotto.                                                                                      |